# Monti Catskill
I monti Catskill (o montagne Catskill, in inglese Catskill mountains) sono una catena montuosa degli Stati Uniti orientali, parte delle catene degli Appalachi, nello stato di New York. Il Delaware deriva dal pendio occidentale dei monti Catskill, e sbocca nella baia dello stesso nome, dopo un tragitto di 300 miglia.
Il romanzo di Alan Ryan La cosa dei monti Catskill è ambientato in queste montagne.
Tra queste montagne, precisamente sulla Hunter Mountain è ambientata la storia di Rip Van Winkle, scritta nel 1819 da Washington Irving, noto scrittore e avvocato americano del VIII secolo. Proprio su quel monte si può infatti trovare una statua di un uomo dormiente proprio dedicata a Rip.